# Hemihyalea hampsoni
Hemihyalea hampsoni är en fjärilsart som beskrevs av James John Joicey och Talbot 1916. Hemihyalea hampsoni ingår i släktet Hemihyalea och familjen björnspinnare. Inga underarter finns listade i Catalogue of Life.